# 대한민국 형사소송법 제22조
대한민국 형사소송법 제22조는 기피신청과 소송의 정지에 대한 형사소송법의 조문이다.

## 조문
제22조(기피신청과 소송의 정지) 기피신청이 있는 때에는 제20조제1항의 경우를 제한 외에는 소송진행을 정지하여야 한다. 단, 급속을 요하는 경우에는 예외로 한다.

第22條(忌避申請과 訴訟의 停止) 忌避申請이 있는 때에는 第20條第1項의 境遇를 除한 外에는 訴訟進行을 停止하여야 한다. 但, 急速을 要하는 境遇에는 例外로 한다.

## 판례
- 법관에 대한 기피신청이 있는 경우에 형사소송법 제22조에 의하여 정지될 소송진행에는 판결 선고는 포함되지 아니하는 것이고, 그와 같이 이미 종국판결이 선고되어 버리면 그 담당재판부를 사건 심리에서 배제하고자 하는 기피신청은 그 목적의 소멸로 재판을 할 이익이 상실되어 부적법하게 된다[1]
- 법관에 대한 기피신청 때문에 소송의 진행이 정지되더라도 구속기간의 만료가 임박하였다는 사정은 소송진행 정지의 예외사유인 급속을 요하는 경우에 해당한다[2]
- 형사소송법 제22조에 규정된 정지하여야 할 소송절차란 실체재판에의 도달을 직접의 목적으로 하는 본안의 소송절차를 말하며 구속기간의 갱신절차는 이에 포함하지 않는다[3]

## 같이 보기
- 기피